# Robert H. Lowie
Robert Harry Lowie, geboren mit dem Namen Robert Heinrich Löwe, (* 12. Juni 1883 in Wien; † 21. September 1957 in Berkeley, Kalifornien) war ein US-amerikanischer Anthropologe.

## Leben
Robert Lowie – ein Sohn jüdischer Eltern ungarischer Herkunft – verbrachte die ersten zehn Lebensjahre unter einem anderen Namen in Wien. 1893 zog seine Familie nach New York; sie nahmen englischsprachige Namen an. Robert Lowie studierte am City College of New York, wo 1896 seine Freundschaft mit Paul Radin begann. Lowie erwarb 1901 seinen B.A. in Klassischer Philologie (Classics). Nach einer kurzen Zeit als Lehrer begann er ein Studium der Chemie an der Columbia-Universität, wechselte aber bald zur Anthropologie bei Franz Boas, Livingston Farrand und Clark Wissler. Lowie folgte Wisslers Rat und führte 1906 seine erste Feldforschung im Lemhi Reservat in Idaho bei den Nördlichen Schoschonen durch. Er promovierte 1908. Clark Wissler holte Lowie als seinen zweiten Mann an das American Museum of Natural History. In dieser Zeit führte er eine ganze Reihe von Feldforschungen durch, vor allem auf den Great Plains. Man sagt ihm besondere Identifikation mit dem Indianerstamm Crow nach.
1917 wurde er nach Berkeley an die University of California berufen, zunächst als associate professor. Von 1925 bis 1950 war er dort Professor für Anthropologie. 1931 wurde er in die National Academy of Sciences gewählt. Seit 1942 war er Mitglied der American Philosophical Society.
Gemeinsam mit Alfred Kroeber zählte Lowie zur ersten Generation der Schüler von Franz Boas.

## Feldforschung
Lowie unternahm mehrere Expeditionen in die Great Plains, wo er unter anderem bei den Absarokee (Crow; 1907, 1910–1916, 1931), Arikaree, Hidatsa, Mandan und Schoschonen (1906, 1912–1916) ethnographische Feldforschungen durchführte. Kürzere Forschungen führten ihn in den Südwesten der USA, ins Große Becken und, angeregt von Curt Nimuendaju in Südamerika. Der Fokus einiger von Lowies Werken galt der salvage ethnography, dem schnellen Sammeln von Daten von nahe am Aussterben befindlicher Kulturen.

## Propaganda
Ähnlich wie Ruth Benedict erhielt auch Robert Lowie während des Zweiten Weltkrieges vom United States Office of War Information den Auftrag, ein Werk über einen Kriegsfeind zu verfassen. Im Gegensatz zu Benedict, die in Chrysantheme und Schwert die japanische Kultur beschreibt, ohne je in Japan gewesen zu sein, kannte Lowie den deutschsprachigen Raum aus seiner Kindheit. In seinem Werk The German People war Lowie vorsichtiger und betonte, selbst nicht zu wissen, was sich in seiner ehemaligen Heimat in dieser Zeit abspielte. Nach dem Ende des Krieges kehrte Lowie immer wieder für kürzere Zeit nach Deutschland zurück.

## Position
Robert Lowie hat als ein Experte für nordamerikanische indigene Gesellschaften einen Beitrag zur Entwicklung moderner anthropologischer Theorien entwickelt:
Seine theoretischen Grundannahmen sind im Großen und Ganzen die seines Lehrers Franz Boas, wodurch auch Lowie dem Kulturrelativismus zugeordnet werden kann, der dem viktorianischen Kulturevolutionismus gegenübersteht. Ebenfalls wie Boas zeigt sich auch Lowie von deutschen Philosophen wie Immanuel Kant, Georg Hegel und Johann Gottfried Herder beeinflusst. Deutlich stärker als sein Mentor Boas betonte Lowie in seinen Werken jedoch historische Komponenten und das Element der Veränderlichkeit. Für ihn waren Kulturen keine fertigen Konstrukte, sondern stets veränderlich und er bekräftigte das Konzept, dass sich Kulturen gegenseitig beeinflussen würden.
Lowie beeinflusste auch die Ethnosoziologie durch ein System zur Unterscheidung von Verwandtschaftsterminologien: Es kennt vier Hauptsysteme, die sich anhand der Bezeichnungen der Verwandten der ersten aufsteigenden Generation, nämlich der Elterngeneration unterscheiden. Sein Klassifikationsschema wurde noch von George P. Murdock leicht verfeinert, indem er eine der vier Lowie'schen Systeme in drei weitere Typen unterteilte.

## Veröffentlichungen
- The Test-Theme in North American Mythology (Ph.D.), 1908
- Societies of the Arikara Indians (1914)
- Dances and Societies of the Plains Shoshones. New York 1915.
- Notes on the Social Organization and Customs of the Mandan, Hidatsa and Crow Indians. New York 1917.
- Culture and Ethnology (1917)
- Plains Indian Age Societies. In: Historical and Comparative Summary, S. 877–1031. New York 1916.
- Myths and Traditions of the Crow Indians (1918)
- The Matrilineal Complex (1919)
- Primitive Society. Routledge, London 1920. (Digitalisat)
- The Religion of the Crow Indian (1922)
- The Material Culture of the Crow Indians (1922)
- Crow Indian Art (1922)
- Psychology and Anthropology of Races (1923)
- Primitive Religion (1924) (Digitalisat)
- The Origin of the State (1927)
- Ancient Society (1930)
- Erland Nordenskiöld. In: American Anthropologist Vol 35, Nr. 1, 1933.
- The History of Ethnological Theory. Farrar & Rinehart, New York 1937. (Digitalisat)
- The German People. A Social Portrait to 1914. Farrar & Rinehart, New York 1945.
- Towards Understanding Germany (1954)
- Beiträge zur Völkerkunde Nordamerikas. Mitteilungen aus dem Museum für Völkerkunde Hamburg, 23. Hamburg 1951.